# Rapport Primarolo
Le rapport dit « Primarolo » est un rapport commandé par le Conseil ECOFIN en matière de fiscalité des entreprises, publié le 23 novembre 1999.
Il a été rédigé sous la présidence de Mme Dawn Primarolo, trésorier-payeur général du Royaume-Uni, par le groupe « Code de conduite » (fiscalité des entreprises).
Le rapport évalue les mesures fiscales des États-membres susceptibles de relever du code de conduite dans le domaine de la fiscalité des entreprises. Il dresse une liste de 66 mesures qui faussent la localisation des activités économiques dans la Communauté en accordant un traitement fiscal plus favorable aux non-résidents que celui qui est normalement applicable dans l'État-membre en cause.